# Okręg wyborczy Reading West
Okręg wyborczy Reading West powstał w 1983 roku i wysyła do brytyjskiej Izby Gmin jednego deputowanego. Okręg obejmuje zachodnią część dystryktu Reading oraz część dystryktu West Berkshire.

## Deputowani do brytyjskiej Izby Gmin z okręgu Reading West[2]
- 1983–1997: Tony Durant, Partia Konserwatywna
- 1997–2010: Martin Salter, Partia Pracy
- 2010–    : Alok Sharma, Partia Konserwatywna